# Đinh Thị Trà Giang
Đinh Thị Trà Giang (sinh ngày 9 tháng 5 năm 1992) là một vận động viên bóng chuyền của đội tuyển bóng chuyền nữ quốc gia Việt Nam.

## Tiểu sử
Trà Giang quê ở Lạng Sơn (nguyên quán Xã Yên Phụ, huyện Yên Phong, tỉnh Bắc Ninh), là con duy nhất trong gia đình có bố làm giáo viên, mẹ làm nội trợ và Trà Giang đã được thừa hưởng chiều cao của bố (bố Giang cao 1m83). Khi mới học đến lớp 7, Giang đã cao 1m69. Giang được người anh họ làm ở nhà thi đấu Gia Lâm gợi ý theo bóng chuyền vì khi đó, Sở thể dục thể thao Hà Nội đang tuyển vận động viên cho đội bóng chuyền trẻ, dù chưa biết gì về môn thể thao này, nhưng thấy thuận tai, Giang liền về xin phép gia đình cho tập thử.
Chỉ vài tháng sau, Giang chính thức chuyển học, xuống Hà Nội tập bóng chuyền. Sau hơn 2 năm tập luyện, từ 1m69, Giang tăng vọt lên 1m78, chiều cao tương đối tốt đối với một vận động viên bóng chuyền.
Năm 2007, đội bóng chuyền VietsovPetro được thành lập, quy tụ nhiều ngôi sao bóng chuyền Việt. Nhận thấy đây là mỗi trường có thể phát triển tài năng hơn nữa, mọi chế độ đãi ngộ đều tốt, Giang đã xin khoác áo cho VietsovPetro.
Trong màu áo VietsovPetro, Trà Giang đã từng bộc lộ triển vọng ở giải vô địch quốc gia nhưng cô chỉ tiến bộ vượt bậc khi được chọn vào đội tuyển quốc gia từ năm 2009.
Năm 2009, Trà Giang từng được nhận giải chắn bóng xuất sắc trong màu áo câu lạc bộ ở Cúp truyền hình Đắk Lắk. Năm 2011 Giang lại vinh dự nhận danh hiệu giải trẻ triển vọng Cúp Lienvietpostbank. Ở VTV Cup 2012, trước khi giải diễn ra, Giang thậm chí còn được nhiều fan hâm mộ cho vào danh sách các ứng viên sáng giá cho vị trí hoa khôi của giải, nhưng sau đó danh hiệu này đã thuộc về cầu thủ đến từ Nhật Bản.